# Rungholt
Rungholt var en større handelsby i det nordfrisiske kystlandskab Strand i Sønderjylland, som forsvandt i havet i løbet af en enkelt nat. Under en stor stormflod ("den store manddrukning") den 16. januar 1362 mistede Strand forbindelsen til fastlandet og blev til en ø, og byen Rungholt forsvandt i havet i løbet af den ene nat. Det er anslået, at over 7.600 mennesker fra regionen druknede i Vadehavet den nat. Før stormfloden var Rungholt hovedbyen i Edoms Herred på Strand. Herredet hørte under de nordfrisiske Utlande i Slesvig/Danmark.
Den nydannede ø Strand blev ved en senere storm den 11. oktober 1634 ("den anden store manddrukning") sønderdelt i småøerne Pelvorm, Nordstrand og Nordstrandmose. 
Der er gjort arkæologiske fund fra byen forskellige steder i Vadehavet. I 2023 fandt arkæologer resterne af byens kirke samt strukturer af et bysamfund med en udstrækning på cirka to kilometer.

## Den store manddrukning
Rungholt er nævnt i et dokument fra 1345 og var efter datidens forhold velhavende og kendt for sit blomstrende handelsliv, rav, sit fine salt og for sin hvalfangst. Med et par tusinde indbyggere var byen den vigtigste lokalitet i Edoms Herred, frem til området forsvandt næsten helt ved stormfloden i 1362 – den måske største naturkatastrofe i Danmarkshistorien.
Natten til den 16. januar 1362 blæste det op til en voldsom storm. Isen brød op i flager, der med stor kraft slog ind mod de skrøbelige diger, som brød sammen. Store mængder vand flommede ind og knuste kirker, gårde og staldbygninger. Katastrofen strakte sig fra Rømø i nord til Elben i syd. Et sted mellem 10.000 og 30.000 mennesker omkom under katastrofen "Den store manddrukning". Det, som stod tilbage af egnen ved Rungholt, forsvandt ved stormfloden i 1634.
Analyser af drypsten i østrigske alpehuler viser ekstreme klimaændringer i 1300-tallet, med langvarige regnbyger og uvejr, der ødelagde afgrøderne. Hungersnød brød ud, og den sorte død rev omkring halvdelen af den slesvigske befolkning væk. Folk i Rungholt kæmpede for at overleve, og de omkring to meter høje diger strakte ikke mere til. Ved at bygge dem op af tørv, blev landet indenfor også liggende endnu lavere. 

## Sagnet om Rungholts undergang
Ifølge sagnet ville to svirebrødre lave sjov med den lokale præst. De kaldte ham ud til en døende, som viste sig at være en so, de havde drukket fuld, og derefter klædt ud og lagt i seng med nathue på. Præsten blev tilkaldt for at give soen den hellige nadver; men da han opdagede, hvad der lå i sengen, lykkedes det ham at slippe fra spilopmagerne, der dog havde nået at hælde øl i hans kasse med sakramenter. På vejen hjem kom han forbi et værtshus. Her blev han slæbt indenfor af to fyre, der benyttede hans alterkalk til at drikke øl af; de brystede sig af at ville drikke med Vorherre selv. Præsten gik så hen i kirken og bad Gud om at straffe det gudløse folk. Præsten fik samme nat et varsel og flygtede med sit hushold til en højt beliggende kirke på Ejdersted. Lige efter rejste stormfloden sig, brød gennem digerne og oversvømmede Rungholt og syv andre sogne. Alle indbyggerne omkom, bortset fra to jomfruer, som aftenen forinden havde været til messe. Ifølge sagnet kan man på stille aftener stadig høre Rungholts kirkeklokke ringe under bølgerne.
Sagnet om Rungholt blev udbredt gennem Detlev von Liliencrons digt Trutz, blanke Hans. Det sidste vers lyder: 
Ein einziger Schrei - die Stadt ist versunken,

und Hunderttausende sind ertrunken!

Wo gestern noch Lärm und lustiger Tisch,

schwamm ander'n Tags der stumme Fisch.

Et eneste skrig - byen er sunket,
og hundredetusinde druknet!
Hvor i går endnu larm og lystigt bord,
svømmed' næste dag den stumme fisk.
Også H.C. Andersen omtaler byen i sin roman De to baronesser.
Rungholts beboere var kendt som driftige folk; måske lidt for dygtige. I et sagn påstås det, at de løb op på digerne og truede ad havet i rent overmod: "Vi trodser dig, Blanke Hans!" Denne hybris blev straffet af Gud; men byen ligger stadig under havet, og det siges, at den vil rejse sig på den yderste dag. 

## Genopdagelsen
Sagnet blev længe anset som en legende på linje med historien om det sunkne Atlantis. Men da tidevandet ændrede sig mellem 1921 og 1938, kom rester af volde, bygninger og brønde til syne i Vadehavet. Fundene kunne bekræftes ved hjælp af gamle kort, hvoraf især Johannes Mejers kort fra 1636 (bygget på et kort fra 1240) spillede en rolle. I et testamente fra 1345 fandt man omtale af Rungholt, og en handelsaftale med Hamborgs købmænd, dateret 1. maj 1361, gav yderligere bevis for byens eksistens. Rungholtforskeren Andreas Busch har ud fra fordelingen og antallet af brønde skønnet Rungholts indbyggertal til mellem 1.500 og 2.000, hvilket kan sammenlignes med Kiels befolkning i 1300-tallet og med Hamborg, som havde op mod 5.000 indbyggere på samme tid. Datidens kystlinje lå helt op mod 40 kilometer længere mod vest end i dag. 
Arkæologer prøver at kortlægge byen blandt andet ved hjælp af GPS-teknik. Men der må ikke graves, da Rungholt befinder sig på bunden af Vadehavet, der indgår i verdens naturarv.
Etnologen Hans-Peter Duerr arrangerede fra 1994, som professor ved universitetet i Bremen, flere ture med sine studerende til området og fandt keramik, mønter, smykkesten og sågar rester af et skib fra Kreta. Duerr har udviklet en teori om Rungholt som et handelscentrum allerede i antikken. Hans fund i området omfatter lapis lazuli fra Afghanistan; græske mønter fra 300- og 200-tallet f.Kr.; samt potteskår og et anker fra minoisk tid (omkring 1300 f.Kr.). 